# Liberalna Partija
Die Liberale Partei (bulgarisch Либерална партия), kurz LP, ist einer der ältesten politischen Parteien in Bulgarien. Sie wurde bereits 1879, während der ersten konstituierenden Sitzung des bulgarischen Parlaments, gegründet und spielte bei der Erarbeitung der ersten bulgarischen Verfassung eine wichtige Rolle. Die Zeitungen Целокупна България (Zelkupna Bulgarija, dt. Vereintes Bulgarien), Независимост (Nezawisimost, dt. Unabhängigkeit), Търновска конституция (Tarnowska Konstitucija, dt. Verfassung von Tarnowo) galten als ihre Organe.
Die Parteibasis war meist prowestlich gesinnt und hatte einen Teil ihrer Ausbildung an den Universitäten Westeuropas genossen.
Es spalteten sich mehrere liberale Parteien von der LP ab, unter anderem 1886 die Volksliberale Partei.
1896 wurde die Demokratische Partei als Nachfolger der LP gegründet.

## Persönlichkeiten
- Petko Karawelow
- Petko Slawejkow
- Stefan Stambolow
- Dragan Zankow
- Wassil Radoslawow